# Эспиноса, Хосе Анхель
Хосе Анхель Эспиноса (исп. José Ángel Espinoza; 2 октября 1919, Чойс, Синалоа — 6 ноября 2015), известный также как Ferrusquilla — мексиканский киноактёр и композитор.
Хосе Анхель Эспиноса родился в 1919 году. Отец известной мексиканской киноактрисы Анхелики Арагон.

## Избранная фильмография
Всего актёр снялся в 95 фильмах.
- Mi pequeña Soledad (1990)
- To Kill a Stranger (1987)
- Cuna de lobos (1986)
- Honraras a los tuyos (1979)